# Draft-urile Legilor securității naționale
Legile securității naționale reprezintă un set de zece draft-uri de lege făcute publice de publicația G4media.ro pe 3 iunie 2022, care au fost criticate de către presă și societatea civilă. Cele mai criticate legi au fost cele referitoare la funcționarea serviciilor secrete și despre care există suspiciunea că ar fi fost elaborate de beneficiarii finali, respectiv serviciile de informații    .

## Istoric
Legile securității naționale au fost elaborate la începutul anilor 1990 și nu mai sunt considerate actuale și potrivite vremurilor în care trăim. Astfel, au existat mai multe tentative în ultimi ani de a modifica aceste legi, președintele Klaus Iohannis anunțând încă din 2016 o nouă legislație privind securitatea națională . Informații cu privire la legile făcute publice în presă în iunie 2022 au început să apară în primele luni ale anului. Astfel, pe 2 martie 2022, Florin Cîțu declara că sunt pregătiți să treacă prin procedură de urgență,  prin Parlamentul României, pachetul de legi pentru securitatea națională. Acesta a mai precizat și că au fost discuții în CSAT, dar că așteaptă de la Guvern să vină forma finală . 
Pe 3 mai 2022, Parlamentul a votat înființarea unei comisii comune a Senatului și Camerei Deputaților, care să se ocupe de pregătirea legiilor securității naționale  .
Pe 26 mai 2022, ministrul apărării, Vasile Dâncu, declara că pachetul de legi privind securitatea națională este finalizat și va fi trimis în Parlament . După o zi, pe 27 mai 2022, premierul Nicolae Ciucă a anunțat că pachetul legilor privind securitatea națională ar putea intra în analiza Guvernului într-o săptămână. Acesta a mai precizat că legile au fost elaborate la nivelul fiecărei instituții responsabile în parte .
Primele dezvăluri ale G4media.ro despre proiectele de legi ale securității naționale au fost făcute, într-o serie de articole, pe 31 mai . Cristian Pantazi a precizat într-un articol, după ce G4media a consultat proiectul de lege privind funcționarea SRI, că Serviciul Român de Informații va avea dreptul să opereze în străinătate, iar SIE pe teritoriul României, potrivit proiectelor de legi ale securității . Jurnalistul Dan Tapalagă a precizat într-un alt articol că în cadrul SRI vor putea fi înființate activități finanțate integral din venituri proprii. Mai exact, conform propunerilor legislative consultate de jurnaliștii publicației la acel moment, aceștia concluzionau că SRI poate avea în coordonare asociații cu caracter profesional, social, cultural, sportiv sau recreativ ori umanitar .
Până la publicarea celor 10 proiecte de legi ale securității naționale de către G4media.ro, pe 3 iunie 2022, în presă au mai apărut o serie de articole care subliniau lipsa de transparență și dezbatere cu privire la legile securității și pericolul militarizării statului      . 
Pe 3 iunie, G4media a publicat cele 10 proiecte de legi ale securității naționale care conțin mai multe  articole controversate sau necontituționale și care acordă puteri sporite serviciilor secrete .
După ce proiectele de lege au fost făcute publice, atât autoritățile cât și societatea civilă și presa au reacționat și criticat drafturile, mai ales cele referitoare la serviciile de informații. Președintele Iohannis a declarat la patru zile de la publicarea materialelor că acestea nu reprezintă decât niște drafuri care nu sunt destinate publicului. 
Pe 22 iunie a avut loc ședința de bilanț a SRI pe anul precedent, totuși, subiectul legilor securității naționale nu a fost abordat .

## Elaborarea proiectelor de lege
Inteția de a modifica legile securității naționale, considerate invechite, datează de câțiva ani, iar dorința de a le schimba a aparținut structurilor politice. Cu toate acestea, partidele din Coaliție, PSD, PNL și UDMR nu au susținut niciodată că există un grup de experți care să lucreze la redactarea legilor și nu au făcut vreo precizare despre modul în care acestea vor fi elaborate .   
Conform informațiilor publice disponibile, legile se află în discuție între diferiți actori politici și instituționali de câțiva ani. Ele nu au fost scrise în 2022, ci reprezintă idei și soluții adunate în ultimii ani. Draftul care a apărut în presă era o variantă de lucru care fusese distribuit câtorva lideri din Coaliția PSD-PNL-UDMR. Președintele Comisiei de Control a SRI, Cristian Chirteș, a confirmat, pe 2 iunie, că o comisie interministerială a lucrat la pachet cu reprezentanții Administrației Prezidențiale și cu juriștii din structurile de forță pentru elaborarea drafturilor . De asemenea, unii parlamentari au avut acces proiectele de lege. Acesta a mai precizat că s-a lucrat sub umbrela Ministerului Apărării Naționale . Atât președintele comisiei de control cât și un alt membru, Teodor Lazăr, au precizat că niciun draft sau pachet de legi ale securității naționale nu a ajuns  la comisie înainte de publicarea în presă . Pavel Popescu, fost președinte al Comisiei de Apărare din Camera Deputaților, a recunoscut că drafturile de lege au ajuns la el .  
Conform Serviciul de Informații Externe variantele de lucru ale legilor securității naționale sunt rezultatul consultărilor cu Administrația Prezidențială și cu Secretariatul General al Guvernului .     
Această informație a generat de asemenea critici deoarece, așa cum a declarat și fostul premier Ludovic Orban, instituția Prezidențială, puterea executivă, nu are dreptul să inițieze proiecte de lege. Acest lucru încalcă separația puterilor în stat.. 

## Reacții din partea societății civile și a presei
Din cele zece proiecte făcute publice de G4media, trei dintre ele, mai exact cele referitoare la funcționarea SRI, SIE și cel privind activitatea de informații și contrainformații au fost criticate . 
O primă critică se referă la faptul că proiectele acordă imunitate ofițerilor celor două servicii, SRI și SIE, și obligă cetățenii, companiile și autoritățile să colaboreze cu serviciile la cererea acestora și transformă din nou serviciile în organe de cercetare penală, prin lărgirea listei de amenințări la siguranța națională .
Inițiativa a mai fost criticată deoarece modernizarea legilor securității naționale ar fi trebuit să fie misiunea deputaților și senatorilor, nu a unor structuri militarizate. Aleșii nu au lucrat la vreun proiect legislativ în acest sens și nici nu recunosc direct intervenția serviciilor. Mai exact, problema este că proiectul a fost făcut inițial de instituțiile care urmează să fie beneficiarele acestei legi . 
O altă critică adusă legilor propuse este legată de controlul civil asupra serviciilor secrete. Conform drafturilor publice controlul este redus sau minimizat, iar garanțiile de supraveghere democratică a activității serviciilor sunt pur formale sau lipsesc cu totul  .
O a patra critică adusă acestor proiecte este lipsa dorinței de a face o dezbatere publică transparentă pe aceste legi extrem de importante .
Fostul judecător CCR, Daniel Morar, a criticat de asemenea drafturile. Acesta a declarat că prevederile ar schimba fundamental societatea în rău și că serviciile secrete nu pot ieși de sub control parlamentar și nici nu pot avea inițiativă legislativă, în condițiile actualei Constituții . 
Chiar și fostul director adjunct al SIE,  Silviu Predoiu a criticat legile, precizând că sunt articole care nu au ce căuta într-o legislație a unui stat european. Acesta a mai precizat că serviciile secrete ar trebui demilitarizate  . 

Afirmația președintelui Iohannis, care a precizat că proiectele de lege nu ar reprezenta decât un draft a fost criticată inclusiv de fostul prim-ministru, Ludovic Orban. Acesta a declarat că legile au fost elaborate sub patronajul președintelui iar scopul era adoparea lor într-o formă asemănătoare celei făcute publice . 
Dacă era doar un prim draft, de ce a fost transmis către o anumită parte a parlamentarilor? De ce Ciolacu (care a și recunoscut că a primit proiectele de lege) și Cîțu au impus pe repede înainte înființarea unei comisii speciale la nivelul camerelor reunite ale Parlamentului pentru legile securității? De ce s-a vorbit de o sesiune extraordinară la începutul lui iulie pentru adoptarea legilor respective? Cum să fie un prim draft când Ciucă a recunoscut încă din 16 martie că legile securității se află în dezbaterea guvernului? În trei luni de zile nu s- a reușit decât elaborarea unui prim draft? Nu cumva primul draft era chiar cel care a fost trensmis guvernului înainte de dat de 16 martie? Convingerea mea este că adevărul este următorul. Legile securității au fost elaborate sub patronajul lui Iohannis de reprezentanții instituțiilor de forță. Planul lui Iohannis era ca proiectele de lege să fie băgate în comisia specială a Parlamentului care urma să înainteze în dezbatere parlamentară aceste proiecte chiar în forma în care au apărut în media și să fie adoptate pe repede înainte, fără dezbateri și fără modificări importante, prin folosirea majorității de 70% din parlament a coaliției și mizând pe docilitatea acestor parlamentari.   

## Reacții din partea autorităților
Prima reacție a președintelui Iohannis, a venit la 4 zile după publicarea drafurilor în presă. Acesta a declarat că  proiectele celor 10 legi ale securității naționale sunt doar „un prim draft” ce nu era destinat publicului larg  
Președintele PSD și al camerei Deputaților, Marcel Ciolacu, s-a concentrat tot pe avertizorii de integritate și a delarat că vrea să știe cine le-a dat publicității, declarând de asemenea că va comenta legile odată ce vor deveni oficiale 
Directorul SRI, Eduard Hellvig, a avut o intervenție publică cu privire la legile propuse, pe 17 iunie. Acesta s-a referit la faptul că dezbaterea este concentrată pe SRI, subliniind că serviciul are doar rol consultativ și a declarat că va comenta conținutul legilor, abia după ce acestea vor fi asumate în cadrul procesului legislativ  .  
USR, aflat în opoziție, în schimb, prin vocea lui Cătălin Drulă a declarat că cer demisia persoanelor care au scris noile legi ale securității naționale, inclusiv a directorului SRI, Eduard Hellvig  .
Președintele Iohannis a mai făcut o declarație cu privire la legile securității naționale pe 5 iulie, la o lună de la publicarea lor de către G4media, precizând că "nu o să treacă nicio lege care nu respectă principiile după care vrem să funcționăm"  .  

## Proiectul de lege privind funcționarea SRI
Proiectul de lege cel mai criticat în presă este cel privin funcționarea SRI,  mai ales prin prisma puterilor sporite pe care serviciul ar urma să le aibă dacă legile ar fi trecut prin Parlament în forma făcută publică. 
O serie de articole din proiectul de lege au fost criticate de experți. Astfel: 
Articolul 5, litera a): Articolul prevede că SRI este autoritate națională „prevenirea și combaterea terorismului”.
Acest articol a fost criticat deoarece terorismul, în diversele lui forme definite de lege, constituie infracțiune și se combate de către DIICOT și instanțele competente. Prin urmare, potrivit acestei prevederi, SRI suprapune competențele sale peste cele pe care le au deja procurorii și instanțele  .
Articolul 7, litera h) Articolul prevede că SRI  „asigură avizarea și acreditarea operațiunilor de producție, comercializare, import sau export a aparaturii de interceptare și înregistrare a comunicațiilor”.
Problema cu acest articol este că, în situația în care o altă structură, ca DNA, DIICOT, Parchetul General, DIPI etc. și chiar MApN, va dori să importe propriile echipamente, SRI trebuie să aprobe asta și mai ales să cunoască tipul de echipamente. Acest lucru va face foarte dificilă sau chiar imposibilă o anchetă a parchetului militar față de ofițerii SRI care comit infracțiuni . 
Articolul 9, aliniatul 2) Articolul prevede că „Autoritățile și instituțiile publice, precum și persoanele fizice și juridice au obligația să acorde sprijin, la cerere, Serviciului, în îndeplinirea atribuțiilor sale, potrivit legii.”
Articolul a fost criticat pentru că este vag iar pe baza lui, un ofițer SRI poate să ceară oricui orice, iar persoana respectivă este obligată sa se conformeze .
Articolul 14: Acest articol precizează că „Serviciul poate iniția proiecte de acte normative care au legătura cu domeniul său de activitate” 
Acest articolul, care dă SRI drept de inițiativă legislativă, încalcă Constituția României, care precede că au drept de inițiativă legislativă doar Guvernul, Parlamentul și minimum 100.000 de cetățeni care semnează împreună un proiect .
Articolul 16, litera b) Articolul precizează că directorul SRI nu poate fi demis doar dacă se înscrie intr-un partid sau face politică.
Problema cu acest articol este că directorul Serviciului Român de Informații ar putea fi numit pe viață. Directorul Serviciul nemaiputînd  fi schimbat în nici o altă situație .
Articolul 23 prevede că „În vederea exercitării competențelor și îndeplinirii atribuțiilor ce îi revin, SRI este autorizat (…) lit g) „să acceseze și să utilizeze informații din bazele de date ale altor autorități și instituții publice, în limitele competențele stabilite prin lege.”
Acest articol a fost criticat deoarece permite limite sunt foarte largi, aproape infinite. Ofițerii SRI se pot folosi de acest articol pentru a justifica că orice este necesar pentru siguranța națională, fără să trebuiască să motiveze sau să justifice în vreun fel în fața cuiva .
Articolul 23, litera h)  precizează că SRI poate „să solicite persoanelor fizice și juridice, în condițiile prezentei legi, date, indiferent de forma de stocare a acestora, informații și, după caz, obiecte.”
Problema identificată în acest caz este că mențiunea „în condițiile prezentei legi” înseamnă nu există nici o condiție, întrucât legea propusă nu prevede vreo condiție de îndeplinit pentru SRI atunci când solicită ceva .
Articolul 39, aliniatul 1, litera b) arată că „Personalul Serviciului: poate fi audiat percheziționat sau reținut pentru fapte săvârșite în exercitarea atribuțiilor de serviciu sau în legătură cu acestea numai de procurori anume desemnați, cu informarea prealabilă a directorului general al Serviciului și în prezența unui reprezentant al structurii juridice a Serviciului.”
Legat de acest articol, specialiștii au precizat că informarea prealabilă nu face decât să avertizeze suspectul, care poate fi prevenit de superiori și va avea posibilitatea de a șterge urmele imediat și că nu există informații legate de situația în care un jurist de la SRI nu se prezintă sau dacă nu sunt suficienți juriști, în cazul unei acțiuni mai ample . 
Articolul 39, aliniatul 2: „Pentru efectuarea oricăror activități de urmărire penală, accesul organelor abilitate în sediile Serviciului în care se gestionează secrete de stat se realizează doar cu aprobarea președintelui CSAT și informarea prealabilă a directorului general al Serviciului, în baza unor mandate emise de judecători din cadrul  I.C.C.J.” 
Conform acestul articol președintele României poate să invalideze un mandat de percheziție emis de către Înalta Curți de Casație, prin simplul fapt de a nu permite accesul procurorului în sediul SRI.